# 反共抗俄歌
反共抗俄歌，後改稱反共復國歌，是中國國民黨為宣傳反攻大陸而創作的一首歌曲，由蕭而化作曲，中華民國總統蔣中正親自作詞。該歌曲創作於1950年代初，從1952年到1975年一直是台灣音樂課程的必學內容。

## 歌詞
打倒俄寇，反共產，反共產；

消滅朱毛，殺漢奸，殺漢奸；

收復大陸解救同胞，服從領袖完成革命；

三民主義實行，中華民國復興；

中華復興，民國萬歲，中華民國萬萬歲。